# Hôtel de ville de Gentilly
L'hôtel de ville de Gentilly est la mairie de la commune de Gentilly dans le Val-de-Marne, en France.

## Localisation
Ce bâtiment est situé place Henri-Barbusse, à l'angle de l'avenue Jean-Jaurès.

## Histoire

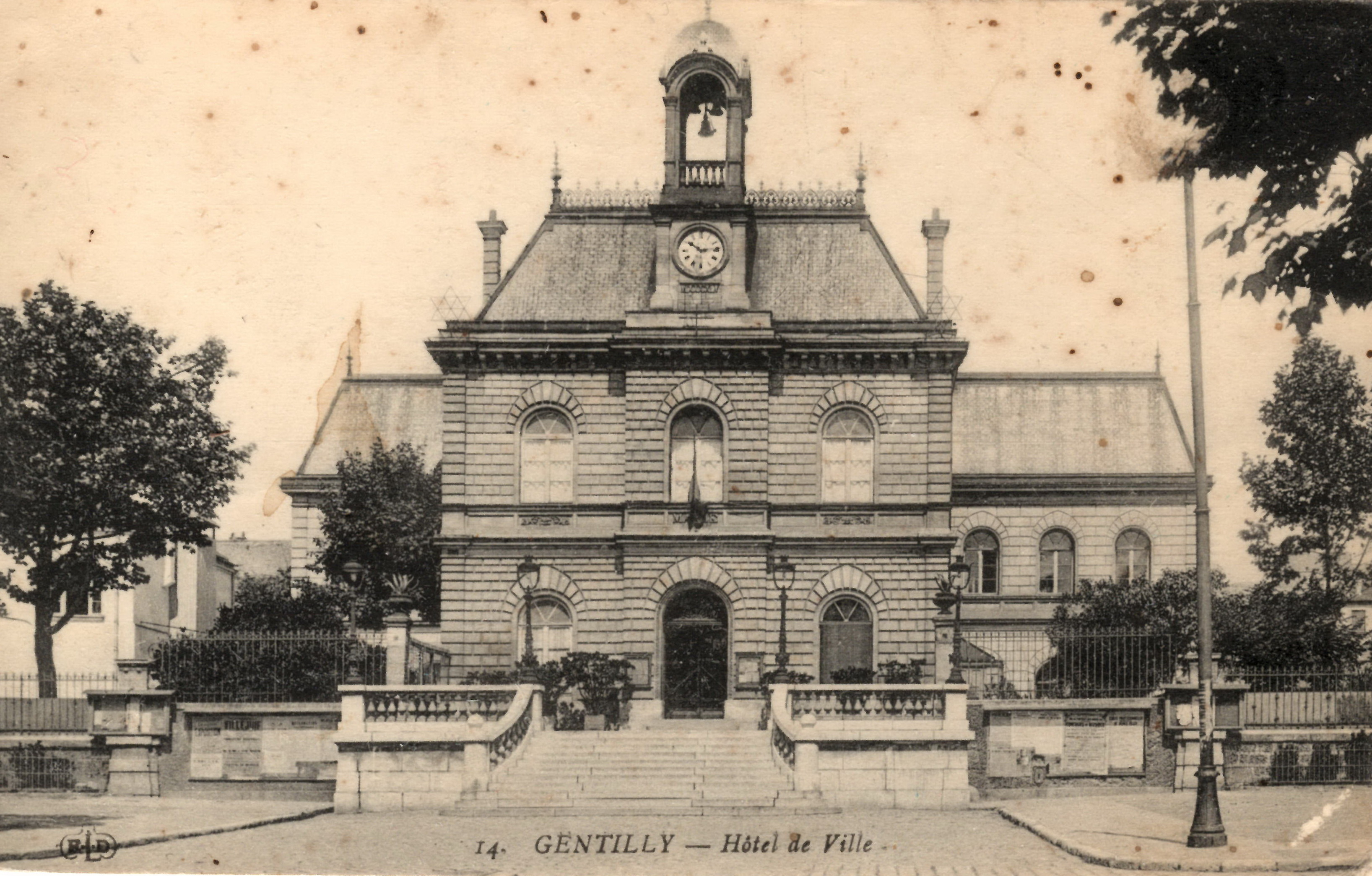
Hôtel de ville, Gentilly.

À cet emplacement se trouvait le château de Jean de Beauvais, seigneur de la Tour-Carrée, fief du Grand-Gentilly. Ce bâtiment appartint ensuite à un imprimeur parisien appelé Hacquart.
En 1837, Alexandre de Ferrière mentionne ce château et précise que la commune doit  l’acquérir « pour l’établissement d’une mairie et d’une école communale ». L'hôtel de ville est donc édifié sur ces terrains achetés en 1838.
L'architecte s’est inspiré des palais de la renaissance toscane.

## Description
Cet édifice de deux étages est élevé sur un plan rectangulaire. La façade principale présente trois travées.
Une partie de la décoration intérieure est l'œuvre du peintre Henri Marret.